# Théâtre de la Gaieté (Budapest)
Pour les articles homonymes, voir Gaieté.
Le Théâtre de la Gaieté (en hongrois : Vígszínház, [ˈviːksiːnhaːz]) est un théâtre situé dans le centre de Budapest, dans le quartier d'Újlipótváros dans le 13e arrondissement sur le Nagykörút.
Ce site est desservi par la station Jászai Mari tér :  4 6.

## Personnalités passées par le Vígszínház
- Hanna Honthy
- Gábor Faludi
- Zsuzsa Radnóti